# Montaigu (Aisne)
Montaigu é uma comuna francesa na região administrativa de Altos da França, no departamento de Aisne. Estende-se por uma área de 23,51 km². Em 2010 a comuna tinha 776 habitantes (densidade: 33 hab./km²).